# 유럽눈밭쥐
유럽눈밭쥐(Chionomys nivalis)는 비단털쥐과에 속하는 설치류의 일종이다. 무성하고 연한 회색빛 털과 연한 색의 꼬리를 갖고 있음, 몸길이는 14cm 꼬리 길이는 7cm이다.
유럽눈밭쥐는 유럽 남부와 동부 그리고 서남아시아의 토착종이다. 피레네산맥과 알프스, 아펜니노, 카르파티아, 몬테시뉴 산맥 그리고 발칸반도와 소아시아의 고지대에서 발견된다. 서식지는 주로 수림 한계선 위의 수목 바위 지역과 산허리 경사면의 돌더미 지역이다. 주로 독거 생활을 하며, 물이나 비바람에 의해 반들반들해진 둥근 바위들과 바위 틈 아래, 바위와 산허리 경사면 돌더미 사이의 굴 속에서 산다.